# ناصروند (خرم‌آباد)
ناصروند روستایی از توابع بخش مرکزی شهرستان خرم‌آباد در استان لرستان ایران است.

## جمعیت
این روستا در دهستان کرگاه شرقی قرار دارد